# Perdita pygidialis
Perdita pygidialis är en biart som beskrevs av Timberlake 1980. Perdita pygidialis ingår i släktet Perdita och familjen grävbin. Inga underarter finns listade i Catalogue of Life.